# Esporte na Bielorrússia
O Esporte na Bielorrússia tem um proeminente papel na sociedade bielorrussa.
Os esportes populares na Bielorrússia são hóquei no gelo qye é o esporte nacional, depois vem: futebol e tênis. A Bielorrússia participou pela primeira vez das Olimpíadas de Verão de 1952, e desde Lillehammer 1994 voltou como nação absoluta.